# Просалентис, Павлос
Павлос Просалентис (греч. Παύλος Προσαλέντης; 28 января 1784, Керкира — 1 февраля 1837, Керкира, Kerkyra Municipal Unit) — греческий скульптор и художник. Характеризуется историками искусства, как первый профессиональной скульптор новейшей Греции.

## Биография
Павлос Просалентис родился 28 января 1784 года на острове Керкира (Корфу).
Происходил из знатного византийского рода, нашедшего убежище на находившихся под венецианским контролем островах после падения Константинополя.
Его учителями были на Керкире итальянец, резчик по дереву, Людовико Босси (Ludovico Bossi) и, позже, в 1805 году, в Риме, известный итальянский скульптор Антонио Канова. Вместе с ним в «Академии Святого Луки» у Кановы учился его земляк и друг Триволис-Пьерис Димитрис.

## Художественная школа Керкиры
Просалентис вернулся в 1806 году на Керкиру, где и начал свою художественную карьеру. В период 1808—1809 годов он принял участие в создании «Академии Наук», инициированной французами, к которым перешёл остров.
В 1811 году он создал частную «Художественную школу», первую на греческих землях.
Когда Просалентис создавал свою художественную школу, на оккупированных османами греческих землях скульптура ограничивалась традиционной резьбой по мрамору (в основном на острове Тинос).
Британский губернатор Томас Мейтланд (Thomas Maitland (British Army officer)) сразу после своего назначения на Ионические острова преобразовал в 1815 году частную художественную школу Просалентиса в Публичную Академию Изящных искусств. В 1819 году в Академии учились 80 учеников.
Лорд Гилфорд, после создания Ионической Академии, предложил Просалентису преподавать в ней. Просалентис принял предложение, но отказался от предложенной суммы. Взамен он предложил использовать эту сумму для изготовления копий скульптур и фрагментов Парфенона, отломанных с Парфенона Элджином и увезённых в Англию. Просалентис предполагал использовать копии в учебных целях школы. Поскольку, в конечном итоге, англичане выслали ему значительное число копий безвозмездно, Просалентис использовал эту сумму в качестве стипендий своим ученикам. Несмотря на то, что сам Пропалентис не был зажиточным человеком, он давал безвозмездно уроки и за многие свои работы просил плату только за материал и транспортировку. Просалентис также обогатил семейную археологическую коллекцию и создал коллекцию монет древнего Египта и Греции. За свой многогранный вклад в искусство, Просалентис был награждён в 1820 году британскими властями орденом и стал рыцарем «Ордена Святых Михаила и Георгия».

## Скульптор

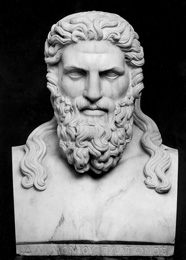
«Демонический Платон»

В период 1806—1808 Просалентис работал совместно с Димитриосом Триволисом-Пьерисом. Их основными работами были, в основном, бюсты и работы на мифологическую тематику, что выражало их классическое образование. После смерти своего друга, Просалентис работал в одиночку, исполнив свои самые значительные работы в период с 1815 года и до своей смерти. Многие из его работ были разрушены или пропали. Другие были перевезены в Англию. Значительно меньшее число работ остались на Ионических Островах.
В 1815 году он исполнил бюст «Демонического Платона», который сегодня находится в Национальной галерее Афин. Своей надписью («ΕΡΜΟΓΛΥ / ΦΙΚΗΣ / ΑΥΘΙΣ ΤΕΧΝΗΣ / ΚΟΡΚΥΡΑΙΩΝ / ΔΕΙΓΜΑ ΠΡΩΤΟΝ / ΤΟΥΤΟ ΠΑΥΛΟΣ / ΕΠΟΙΕΙ ΑΩΙΕ») сам Просалентис характеризует эту работу как начальный рубеж скульптуры новейшей Греции.
Кроме мифологической тематики, его работы включали в себя памятники и бюсты, а также рельефы на постаментах памятников.

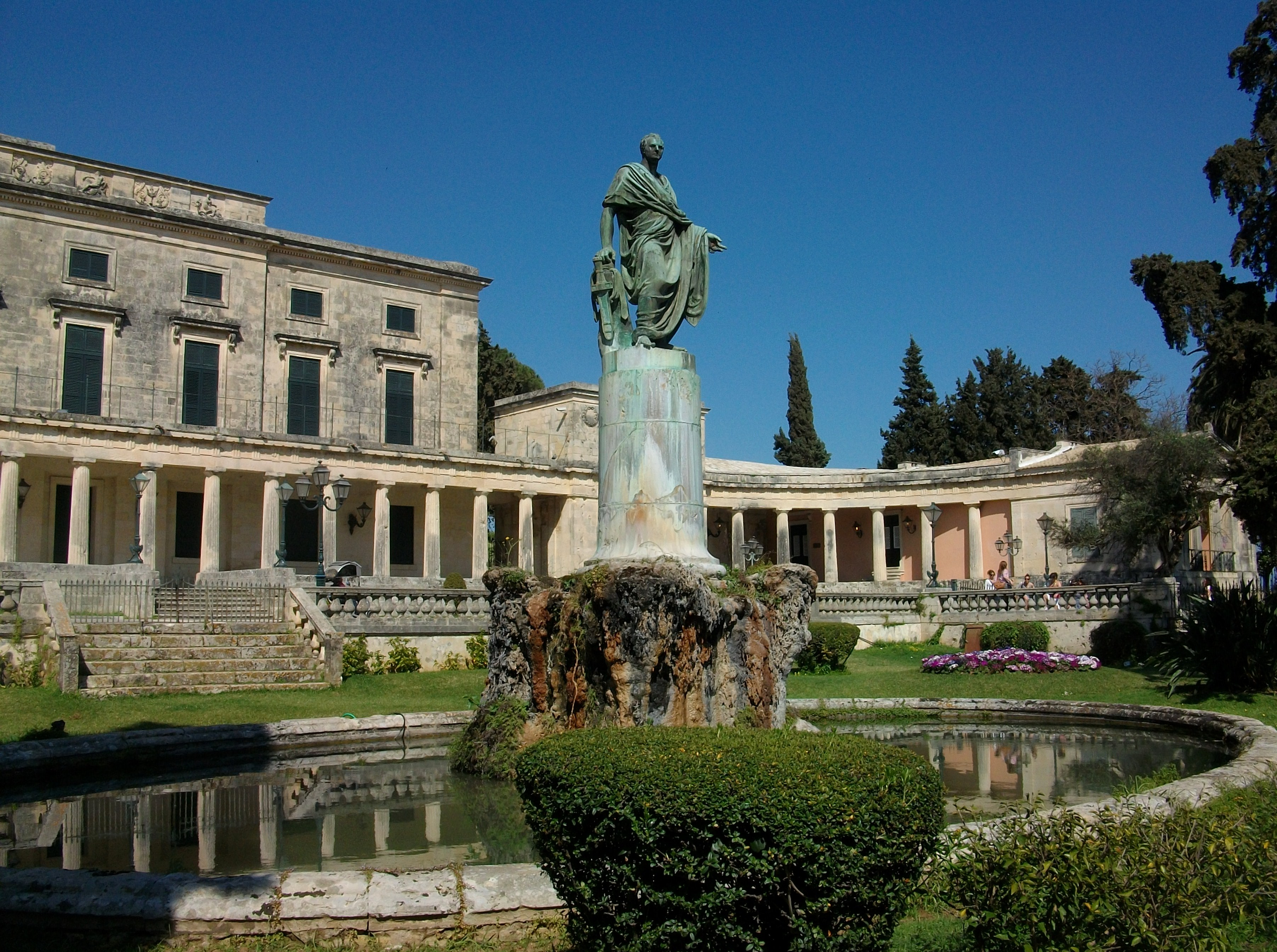
Статуя Фредерика Адама у дворца Святых Михаила и Георгия.

Используя живую на Керкире традицию литья церковных колоколов, Просалентис отлил, в меди, в 1831 году, статую губернатора Ионических островов, Фредерика Адама (Frederick Adam), установленную в Мон Репо Керкиры, бюст Томаса Метланда и рельефы на постаментах памятников двух губернаторов.

## Другие работы

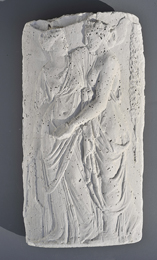
Рельеф «Кефалиния и Итака»

Кроме собственных работ, Просалентис делал рисунки для чужих работ. Ему принадлежит рисунок статуи «Британии», установленный на фасаде дворца Святых Георгия и Михаила, а также рельефы с символическими изображениями «Семи островов», на фронтоне того же дворца.
Просалентис был автором костюмов преподавателей и студентов Ионической академии. Он был выполнил 4 рельефа на постаменте бюста короля Англии Георга IV работы английского скульптора Френсиса Чантри.

## Художник
Просалентис был также живописцем, но его картины менее известны и значительно уступают числом его скульптурным работам. Тематика его живописи в основном религиозная. Две самые известные работы Просалентиса — «Святой Дмитрий» и «Святой Георгий» находятся в монастыре Богородицы Керкиры (Платитера). Его сын, Просалентис, Спиридон (1830—1897) стал известным художником.
Известными художниками стали также его внуки, Просалентис, Павлос (младший) и Просалентис, Эмилиос.

## Болезнь и смерть
Непрерывные литейные работы нанесли непоправимый ущерб здоровью и привели к смерти Просалентиса. Он умер в возрасте 53 лет, 1 февраля 1837 года

## Роль Павлоса Просалентиса в искусстве новейшей Греции
Историки искусства считают Павлоса Просалентиса одной из самых значительных личностей своей эпохи, первым профессиональным скульптором и учредителем первого художественного училища новейшей Греции.
Историки считают, что Просалентис освободил скульптуру от вторичной и декоративной роли, которая ей была придана, после утверждения господства христианства, и содействовал возрождению скульптуры.
Его бюст Платона (1815), считается первой по хронологии профессиональной скульптурой современной Греции и, одновременно, характерным образцом его техники. Вместе со своим другом и сотрудником Димитриосом Триволисом-Пьерисом (1785—1808) и своим учеником Иоаннисом-Баптистом Калосгуросом (1794—1878), Просалентис входил в тройку представителей семиостровной школы греческой скульптуры, остававшейся независимой от скульптуры континентальной Греции и не имевшей наследников до появления кефалинийца Георгия Бонаноса (1863—1940).